# Bruinkoperemomela
De bruinkoperemomela (Eremomela turneri) is een zangvogel uit de familie Cisticolidae. Het is een bedreigde zangvogelsoort van half beboste berghellingen in Oost-Afrika.

## Taxonomie
De vogel werd in 1920 door V.G.L. van Someren beschreven als ondersoort van de roodkaperemomela (E. badiceps).

## Herkenning
De vogel is 8,5 tot 9 cm lang en weegt 6 tot 9 g. De vogel is van boven grotendeels donkergrijs. De kop rond het oog is zwart met kastanjebruin op de voorkant van de kruin. Het oog en de snavel zijn donkerbruin tot zwart en de poten zijn roze. Opvallend is de helderwitte kin met daaronder een brede zwarte band. De rest van de borst en buik zijn lichtgrijs op de flanken, naar het midden toe wit.

## Verspreiding en leefgebied
Deze soort komt voor in oostelijk Afrika en telt twee ondersoorten:
- E. t. kalindei: van oostelijk-centraal Congo-Kinshasa tot zuidwestelijk Oeganda.
- E. t. turneri: westelijk Kenia.

Het leefgebied is half open montaan bos en secundair bos in middengebergten tussen de 1500 en 1700 m boven zeeniveau. Soms op lagere hoogten in Congo.

## Status
De bruinkoperemomela heeft een beperkt verspreidingsgebied en daardoor is de kans op uitsterven aanwezig. De grootte van de populatie werd in 2016 door BirdLife International geschat op 13 tot 34 duizend volwassen individuen en de populatie-aantallen nemen af door habitatverlies. Het leefgebied wordt aangetast door ontbossing waarbij natuurlijk bos wordt omgezet in gebied voor agrarisch gebruik zoals beweiding. Om deze redenen staat deze soort als gevoelig op de Rode Lijst van de IUCN.